# Fontenay-en-Parisis
Fontenay-en-Parisis is een gemeente in Frankrijk. Het ligt 22 km ten noorden van het centrum van Parijs.
Fontenay-en-Parisis wordt in de 9e eeuw genoemd. De naam komt van de drie bronnen en de verschillende putten, waaruit drinkbaar water werd gewonnen.

## Kaart
De onderstaande kaart toont de ligging van Fontenay-en-Parisis met de belangrijkste infrastructuur en aangrenzende gemeenten.

## Demografie
Onderstaande figuur toont het verloop van het inwonertal, bron: INSEE-tellingen. 

## Websites
- (fr)  Statistische informatie op de website van INSEE

1. ↑  Populations de référence 2022.